# Alexander Mackendrick
Alexander Mackendrick, född 8 september 1912 i Boston i Massachusetts, död 22 december 1993 i Los Angeles i Kalifornien, var en amerikansk-brittisk filmregissör och lärare.
Alexander Mackendrick föddes i Boston, men växte upp i Glasgow i Skottland. Efter konstutbildning sökte han sig till filmen och kom att arbeta för Ealing Studios där han regisserade tre klassiska Ealingkomedier: Massor av whisky (1949), Mannen i vita kostymen (1951) och Ladykillers (1955). 1957 sökte han sig till Hollywood och regisserade Segerns sötma, med bland andra Burt Lancaster och Tony Curtis. Men publiken svek och framgångarna uteblev i hans kommande filmer. Från 1969 och fram till strax före sin död arbetade han som lärare i film vid California Institute of Fine Arts.

## Filmografi i urval
- 1949 – Massor av whisky
- 1950 – Blå lyktan (dialogförfattare)
- 1951 – Mannen i vita kostymen
- 1952 – I morgon börjar livet
- 1954 – Maggie på drift
- 1955 – Ladykillers
- 1957 – Segerns sötma
- 1959 – Djävulens lärjunge (ej krediterad)
- 1963 – På äventyr i Afrika
- 1965 – Storm över Jamaica
- 1967 – Vad gör du i min säng...